# 테레크주

테레크주의 문장

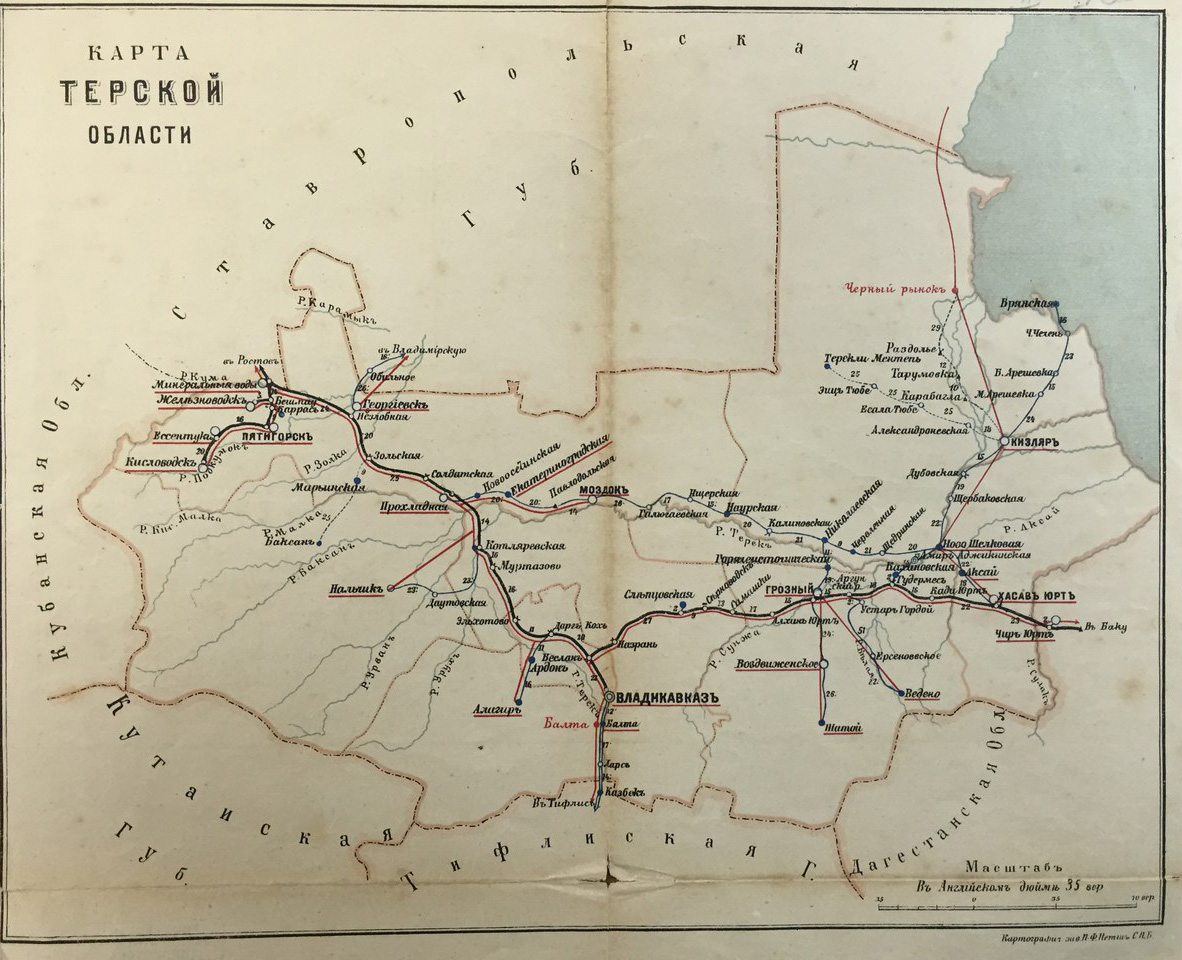
테레크주의 지도

테레크주(러시아어: Терская область)는 북캅카스에 위치해 있던 러시아 제국의 주로 주도는 블라디캅카스이며 면적은 64,000km2, 인구는 933,936명(1897년 당시 기준)이다.
1806년에 신설되었다. 1921년에는 테레크현과 산악 자치 소비에트 사회주의 공화국으로 나뉘었다. 현재는 카바르디노발카르 공화국, 체첸 공화국, 인구시 공화국과 북오세티야 공화국, 스타브로폴 지방과 다게스탄 공화국으로 다시 개편되었다.